# Кравчик рудолобий
Кра́вчик рудолобий (Orthotomus frontalis) — вид горобцеподібних птахів родини тамікових (Cisticolidae). Ендемік Філіппін.

## Підвиди
Виділяють два підвиди:
- O. f. frontalis Walden, 1872 — острови Самар, Лейте, Дінагат, Бохоль і Мінданао;
- O. f. mearnsi Parkes, 1961 — острів Басілан.

## Поширення і екологія
Рудолобі кравчики мешкають в центрі і на півдні Філіппінського архіпелагу. Вони живуть у вологих рівнинних тропічних лісах і в мангрових лісах.